# ガッチキール
ガッチキールは、かつて太田プロダクションに所属していた日本のお笑いコンビ。2012年結成、2023年7月解散。

## メンバー
穴井 雄大（あない たけひろ、1990年3月19日（34歳） - ）
ツッコミ担当。
大分県出身、関西外国語大学外国語学部英米語学科卒業。
およそ100人に2人しか存在しないと言われている、臍の内側に膿が溜まり圧迫される尿膜管遺残症へ罹患したことがある。羽生結弦もこの病気に苦しめられた中で全日本選手権にて3連覇を飾り、同じ激痛を経験した穴井は羽生を「本当の超人」と称している。
解散に伴い引退。

中村 一馬（なかむら かずま、1993年12月14日（31歳） - ）
ボケ・ネタ作り担当。
北海道札幌市出身。
高校を中退した元引きこもりであり、同じく引きこもりだった千原ジュニア（千原兄弟）に憧れて芸人を目指した。
ラジオが好きで、中学時代は『くりぃむしちゅーのオールナイトニッポン』や『極楽とんぼの吠え魂』などを聴いていたが引きこもりになってから2ヶ月後、山本圭壱（極楽とんぼ）が起こした例の事件によって番組が終了してしまったことに当時は大きなショックを受けた。
解散後も太田プロダクションに残り、「中村カヅマ」名義でピン芸人・動画クリエイターとして活動。

## 芸風
主にコント。2018年のおもしろ荘年始スペシャルでは最終オーディションまで進出。
漫才に対しては穴井がネタ合わせした後に安心して本番でネタが飛んでしまったり、更にはネタ合わせ中に中村からツッコミを指示されてイライラすることも多かったため消極的。

## 出演

### テレビ
- 前略、西東さん（中京テレビ）[6]
- にちようチャップリン（テレビ東京）
- 有吉ベース（フジテレビONE・フジテレビオンデマンド）
- 水曜日のダウンタウン（TBSテレビ）穴井のみ[7]
- 15ビョーーーン（テレビ東京）

### ラジオ
- マイナビ Laughter Night（TBSラジオ）[8]
- 土田晃之 日曜のへそ（ニッポン放送）穴井のみ